# Ганзелка, Иржи
И́ржи Га́нзелка (чеш. Jiří Hanzelka; 24 декабря 1920 года, Штрамберк, Чехословакия — 15 февраля 2003 года, Прага, Чехия) — чешский путешественник, журналист, писатель.

## Биография
В 1938 году после окончания школы поступил в торговый колледж, где познакомился с Мирославом Зикмундом. Вместе они разработали план путешествия по пяти континентам. Во время немецкой оккупации Чехословакии университеты были закрыты и Ганзелка работал сельхозрабочим и клерком. В 1946 окончил университет, получив степень инженера.
В 1947—50 годах вместе с Мирославом Зикмундом совершил путешествие на легковом автомобиле Tatra 87 по Африке, Южной и Центральной Америке. Во время путешествия они написали сотни репортажей, несколько объёмных книг, сделали тысячи фотографий и несколько документальных фильмов. В своём путешествии Ганзелка и Зикмунд встречались со многими общественными и политическими деятелями, забирались в такие глухие места, что иногда были первыми иностранцами, которых видели местные жители. Книги Ганзелки и Зикмунда были переведены на несколько языков, в том числе и русский и были популярны в СССР.
По возвращении в Чехословакию женился, у него родилось двое детей.
В 1959—64 годах Ганзелка и Зикмунд на автомобиле Tatra 805 совершили новое большое путешествие по странам Ближнего Востока, Азии и СССР. В июле 1964 года президиум Центрального совета по туризму СССР присвоил путешественникам звание «Мастер туризма СССР».
В 1963 году Ганзелка вступил в Коммунистическую партию Чехословакии, был представителем реформаторского крыла в партии. Несколько месяцев работал в торговом представительстве ЧССР в Стокгольме. После событий Пражской весны поддерживающий её Ганзелка был изгнан из союза чехословацких писателей, его работы не печатались, он остался безработным.
Работал садовником. В 1976 году подписал «Хартию 77». После падения социализма в Чехословакии снова вышли некоторые книги Ганзелки.
Умер в 2003 году.

## Книги
В соавторстве с Мирославом Зикмундом:
- Afrika snů a skutečnosti, 1952 — Африка грез и действительности (3 тт.)
- Tam za řekou je Argentina, 1956 — Там за рекою Аргентина (о путешествии по Аргентине, Бразилии, Парагваю и Уругваю);
- Přes Kordillery, 1957 — Через Кордильеры (о путешествиях по Аргентине, Боливии,Перу и т. д.);
- Za lovci lebek, 1958 — К охотникам за черепами (о путешествиях в Южной Америке);
- Mezi dvěma oceány, 1959 — Меж двух океанов (о путешествии по странам и островам Карибского моря и Мексиканского залива);
- Obrácený půlměsíc, 1961 — Перевернутый полумесяц (о путешествии по странам ислама).
- Tisíc a dvě noci, 1967
- Světadíl pod Himalájem, 1969
- Zvláštní zpráva č. 4, 1990.
- Cejlon, ráj bez andělů, 1991, zakázáno, vyšlo samizdatem
- Sumatra, naděje bez obrysů, 1991, zakázáno, vyšlo samizdatem
- Život snů a skutečnosti, 1997
- Afrika kolem Tatry, 2000
- Velké vody Iguazú, 2000
- Přemožení pouště, 2002
- Živá Afrika, 1996, spolu s H. Adámkem
- O toleranci, 1999

кроме перечисленных, на русском языке вышли книги-фотоальбомы:
- Кашмир: Долина в поднебесье. — Прага, «Артия», 1962.
- Курдистан. Страна восстаний, легенд и надежд. — Артия, 1962.
- Турция: минареты, фиги, золушки. — Артия, 1962.
- Сирия. От царицы Зиновии к царице Нефти. — Артия, 1963.

## Фильмы
- Afrika I.
- Afrika II.
- Z Argentiny do Mexika
- Je-li kde na světě ráj